# Wereldkampioenschappen veldrijden 1984

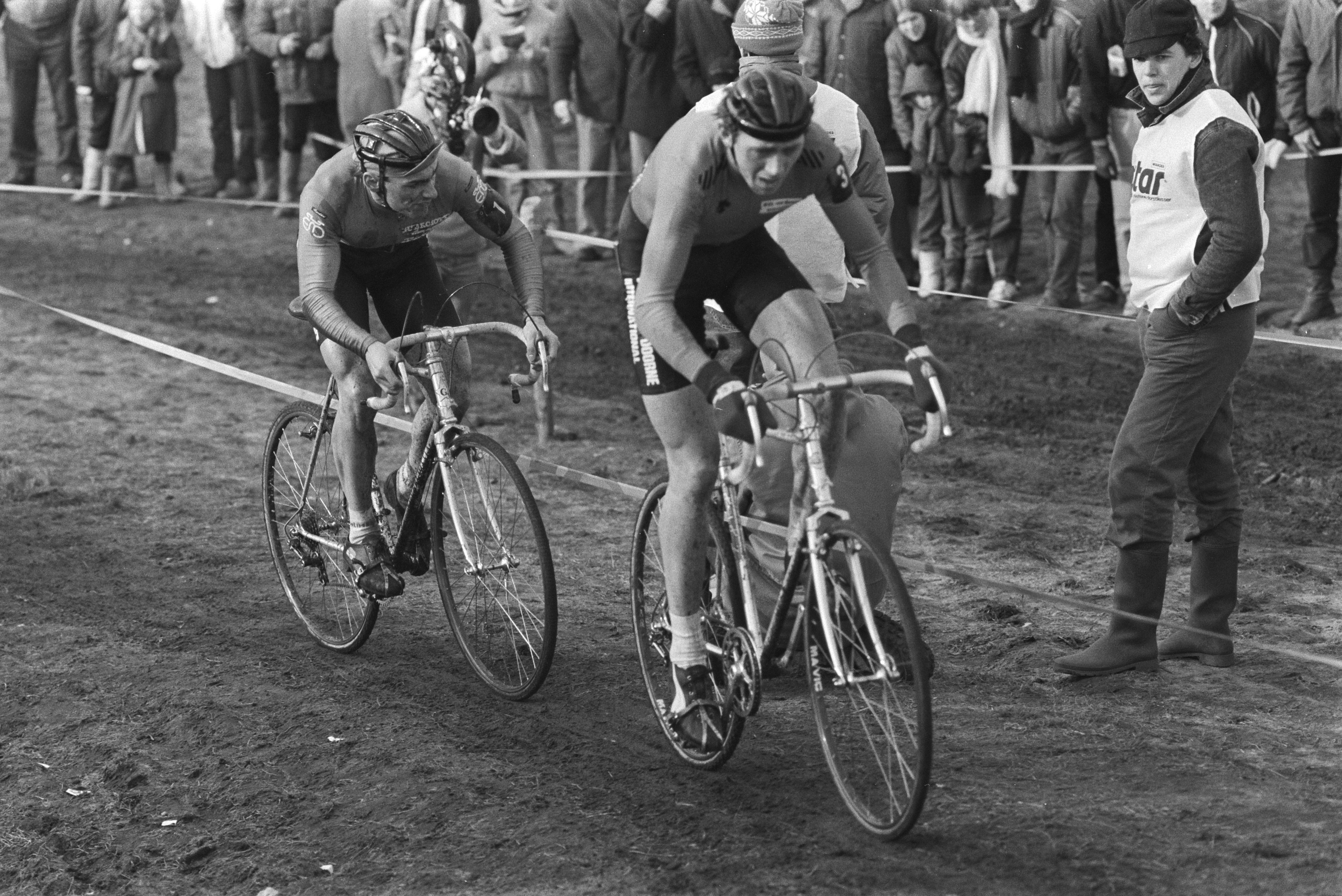
WK veldrijden in Oss; Hennie Stamsnijder op kop, gevolg door latere wereldkampioen de Belg Liboton

De wereldkampioenschappen veldrijden 1984 werden gehouden op 18 en 19 februari 1984 op de Witte Ruysheuvel in Oss, Nederland. 

## Uitslagen

### Mannen, elite
| Plaats | Renner              | Land                     | Tijd    |
| ------ | ------------------- | ------------------------ | ------- |
|        | Roland Liboton      | België                   | 1:08.18 |
| Zilver | Hennie Stamsnijder  | Nederland                | z.t.    |
| Brons  | Albert Zweifel      | Zwitserland              | z.t.    |
| 4.     | Robert Vermeire     | België                   | + 0.19  |
| 5.     | Johan Ghyllebert    | België                   | + 0.53  |
| 6.     | Rein Groenendaal    | Nederland                | + 1.09  |
| 7.     | Paul De Brauwer     | België                   | + 1.37  |
| 8.     | Claude Michely      | Luxemburg                | + 1.38  |
| 9.     | Reimund Dietzen     | Bondsrepubliek Duitsland | + 2.00  |
| 10.    | Kees van der Wereld | Nederland                | + 2.06  |

### Jongens, junioren
| Plaats | Renner          | Land                | Tijd   |
| ------ | --------------- | ------------------- | ------ |
|        | Ondrej Glajza   | Tsjecho-Slowakije   | 48.05  |
| Zilver | Robert Dane     | Verenigd Koninkrijk | + 0.16 |
| Brons  | Richard Koberna | Tsjecho-Slowakije   | + 0.41 |
| 4.     | Josef Jiřička   | Tsjecho-Slowakije   | + 0.53 |
| 5.     | Johan Reumer    | Nederland           | z.t.   |
| 6.     | Hans Hietbrink  | Nederland           | + 1.11 |
| 7.     | Dieter Runkel   | Zwitserland         | + 1.28 |
| 8.     | Johnny Blomme   | België              | + 1.42 |
| 9.     | Henrik Djernis  | Denemarken          | + 1.55 |
| 10.    | Beat Wabel      | Zwitserland         | + 1.53 |

### Mannen, amateurs
| Plaats | Renner               | Land              | Tijd    |
| ------ | -------------------- | ----------------- | ------- |
|        | Radomír Šimůnek      | Tsjecho-Slowakije | 1:04.25 |
| Zilver | Miloslav Kvasnička   | Tsjecho-Slowakije | + 0.26  |
| Brons  | Frank van Bakel      | Nederland         | + 0.40  |
| 4.     | Radovan Fořt         | Tsjecho-Slowakije | + 0.44  |
| 5.     | Grzegorz Jaroszewski | Polen             | + 0.55  |
| 6.     | Mathieu Hermans      | Nederland         | + 1.06  |
| 7.     | Peter Hric           | Tsjecho-Slowakije | + 1.08  |
| 8.     | Hans Boom            | Nederland         | + 1.25  |
| 9.     | Ludo De Rey          | België            | + 1.39  |
| 10.    | Vito di Tano         | Italië            | + 1.50  |

## Medaillespiegel
| Plaats | Land                | Goud | Zilver | Brons | Totaal |
| 1      | Tsjecho-Slowakije   | 2    | 1      | 1     | 4      |
| 2      | België              | 1    | 0      | 0     | 1      |
| 3      | Nederland           | 0    | 1      | 1     | 2      |
| 4      | Verenigd Koninkrijk | 0    | 1      | 0     | 1      |
| 5      | Zwitserland         | 0    | 0      | 1     | 1      |
| Totaal | Totaal              | 3    | 3      | 3     | 9      |

1950 · 
1951 · 
1952 · 
1953 · 
1954 · 
1955 · 
1956 · 
1957 · 
1958 · 
1959 · 
1960 · 
1961 · 
1962 · 
1963 · 
1964 · 
1965 · 
1966 · 
1967 · 
1968 · 
1969 · 
1970 · 
1971 · 
1972 · 
1973 · 
1974 · 
1975 · 
1976 · 
1977 · 
1978 · 
1979 · 
1980 · 
1981 · 
1982 · 
1983 · 
1984 · 
1985 · 
1986 · 
1987 · 
1988 · 
1989 · 
1990 · 
1991 · 
1992 · 
1993 · 
1994 · 
1995 · 
1996 · 
1997 · 
1998 · 
1999 · 
2000 · 
2001 · 
2002 · 
2003 · 
2004 · 
2005 · 
2006 · 
2007 · 
2008 · 
2009 · 
2010 · 
2011 · 
2012 · 
2013 · 
2014 · 
2015 · 
2016 · 
2017 · 
2018 · 
2019 ·
2020 ·
2021 ·
2022 ·
2023 ·
2024 ·
2025

Categorieën

Mannen elite · 
vrouwen elite · 
mannen beloften · 
vrouwen beloften · 
jongens junioren · 
meisjes junioren · 
gemengde estafette

Voormalig:
mannen amateurs